# Africaleurodes vrijdaghii
Africaleurodes vrijdaghii là một loài côn trùng cánh nửa trong họ Aleyrodidae, phân họ Aleyrodinae.
Africaleurodes vrijdaghii được Ghesquière trong Mayné & Ghesquière miêu tả khoa học đầu tiên năm 1934.